# Epanthidium desantisi
Epanthidium desantisi là một loài Hymenoptera trong họ Megachilidae. Loài này được Urban mô tả khoa học năm 1992.